# Nyon
Nyon ([njõ], toponimo francese; in tedesco Neuss, desueto, in italiano Nione, desueto) è un comune svizzero di 23000 abitanti del Canton Vaud, nel distretto di Nyon del quale è capoluogo; ha lo status di città.

## Geografia fisica
Nyon si trova 23 chilometri a nordest di Ginevra, sulla riva del lago Lemano.

## Storia
Nyon fu fondata dai Romani tra il 46 e il 44 a.C. con il nome di Colonia Iulia Equestris (localmente Noviodunum). In seguito si sviluppò fino a diventare una delle più grandi colonie romane della Svizzera, con un foro, una basilica e un anfiteatro (scoperto nel 1996).
Nel 1937 ospitò la Conferenza di Nyon, volta a risolvere le controversie sulla navigazione internazionale scaturite dalla guerra civile spagnola.

## Monumenti e luoghi d'interesse

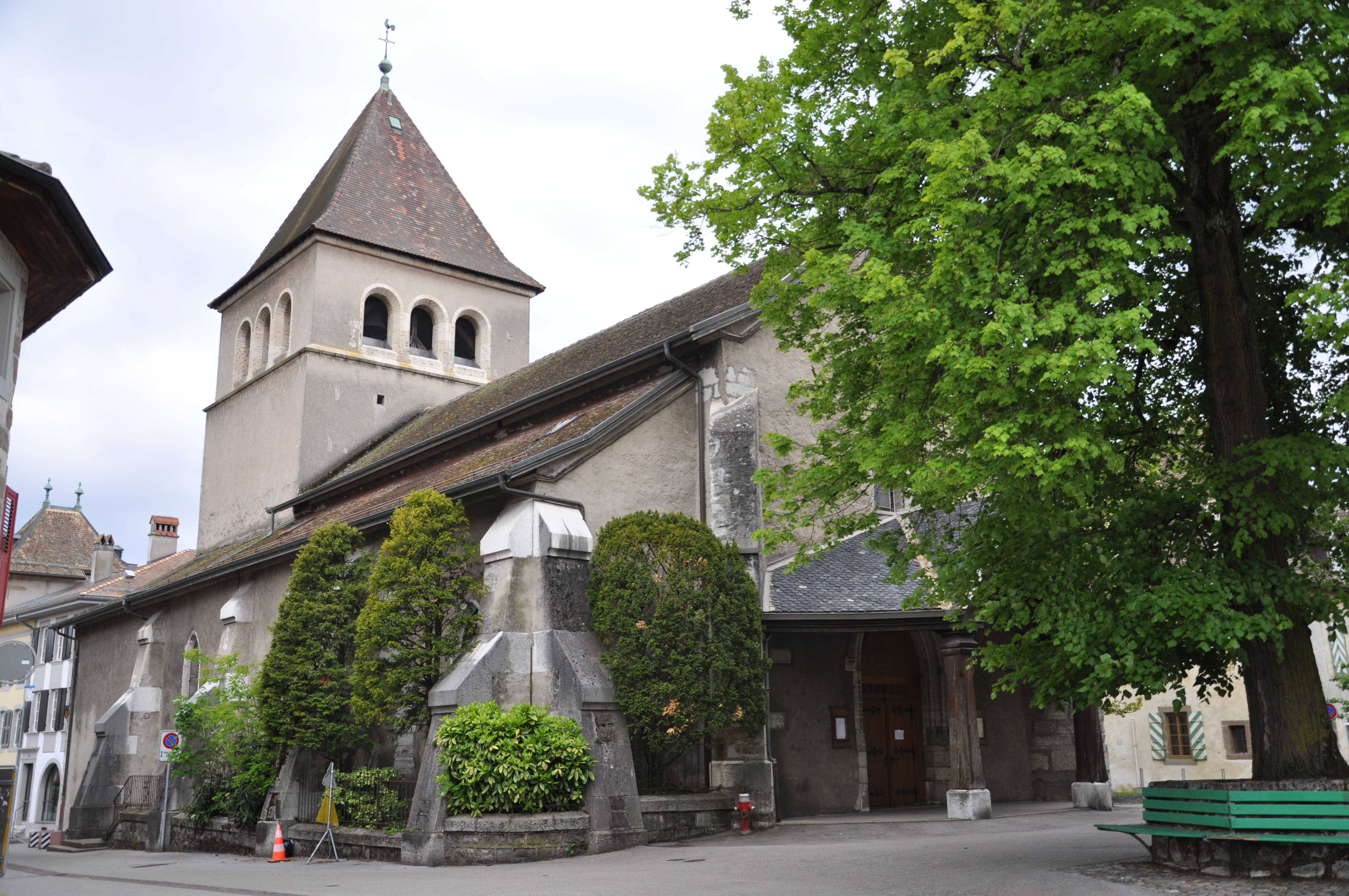
La chiesa di Nostra Signora

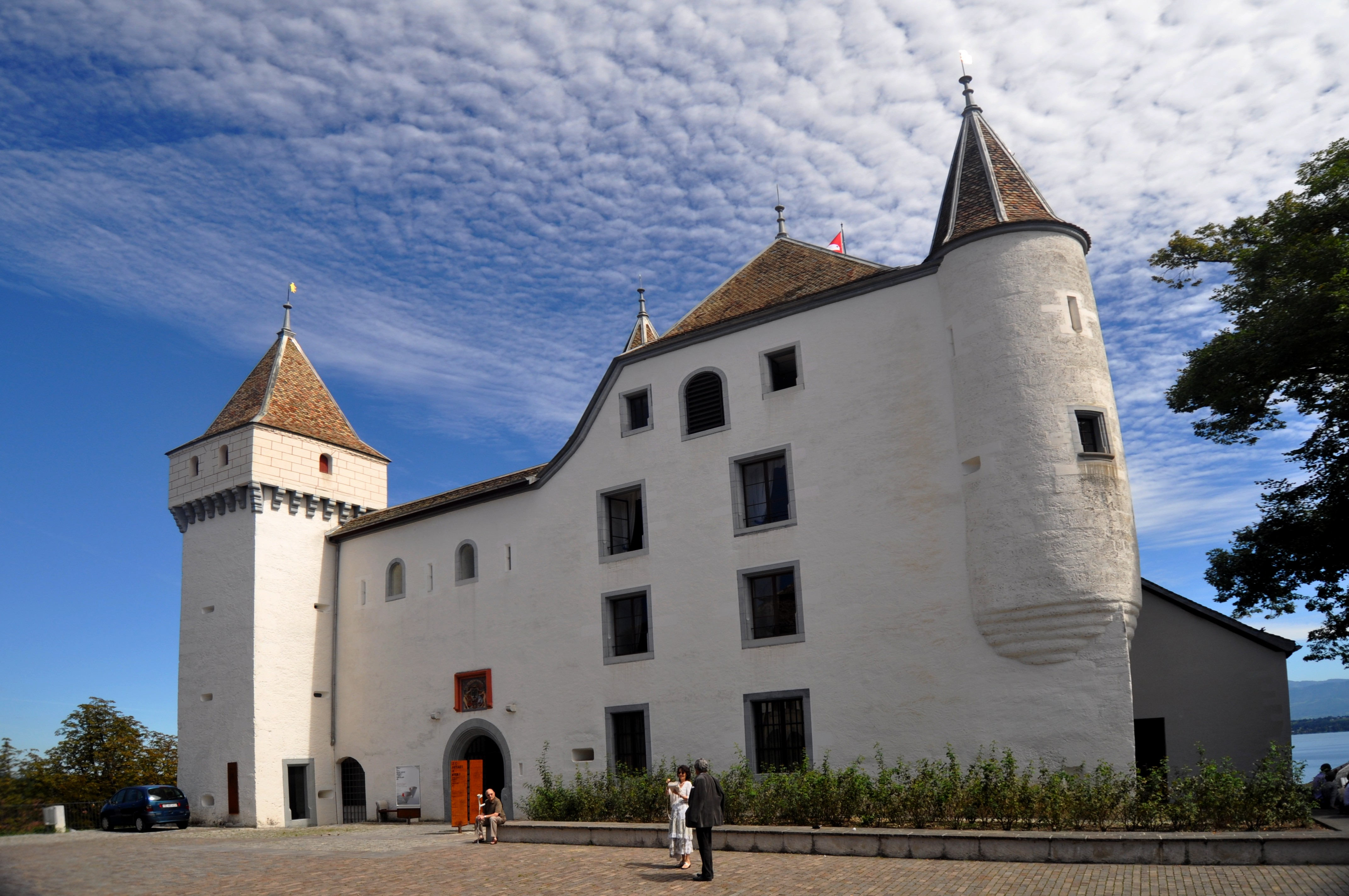
Il castello di Nyon

- Chiesa riformata di Nostra Signora, attestata dal 1110 e ricostruita nel XII secolo, nel 1448 e nel 1470-1481[1];
- Castello di Nyon, attestato dal 1272 e ricostruito nel 1463[1];
- Castello di Changins, eretto nel 1720[1];
- Ruderi romani (basilica, anfiteatro, foro)[2].

## Società

### Evoluzione demografica
L'evoluzione demografica è riportata nella seguente tabella:
Abitanti censiti

## Cultura

### Istruzione

#### Università
- Alta scuola specializzata della Svizzera occidentale (HES-SO)[senza fonte];
- Scuola per ingegneri in viticoltura, enologia e frutticoltura, con la Stazione di ricerca Agroscope Changins-Wädenswil (fino al 2006 Stazione federale di ricerche per la produzione vegetale di Changins)[1].

#### Musei
- Museo storico e delle porcellane, aperto nel 1860[1], con una collezione di porcellane prodotte nel XVIII secolo nella fabbrica di Nyon[senza fonte];
- Museo del Lemano, aperto nel 1950[1], con acquari, modelli in scala di battelli, una capanna di pescatori e opere dei pittori della zona[4];
- Museo romano, aperto nel 1979 e realizzato nel sottosuolo nelle fondazioni dell'antica basilica[1][5][6].

### Media
- La Côte, quotidiano regionale.

### Eventi
- Paléo Festival, dal 1976: il più grande[senza fonte] festival di musica all'aperto della Svizzera. Si tiene ogni estate[7].

## Infrastrutture e trasporti

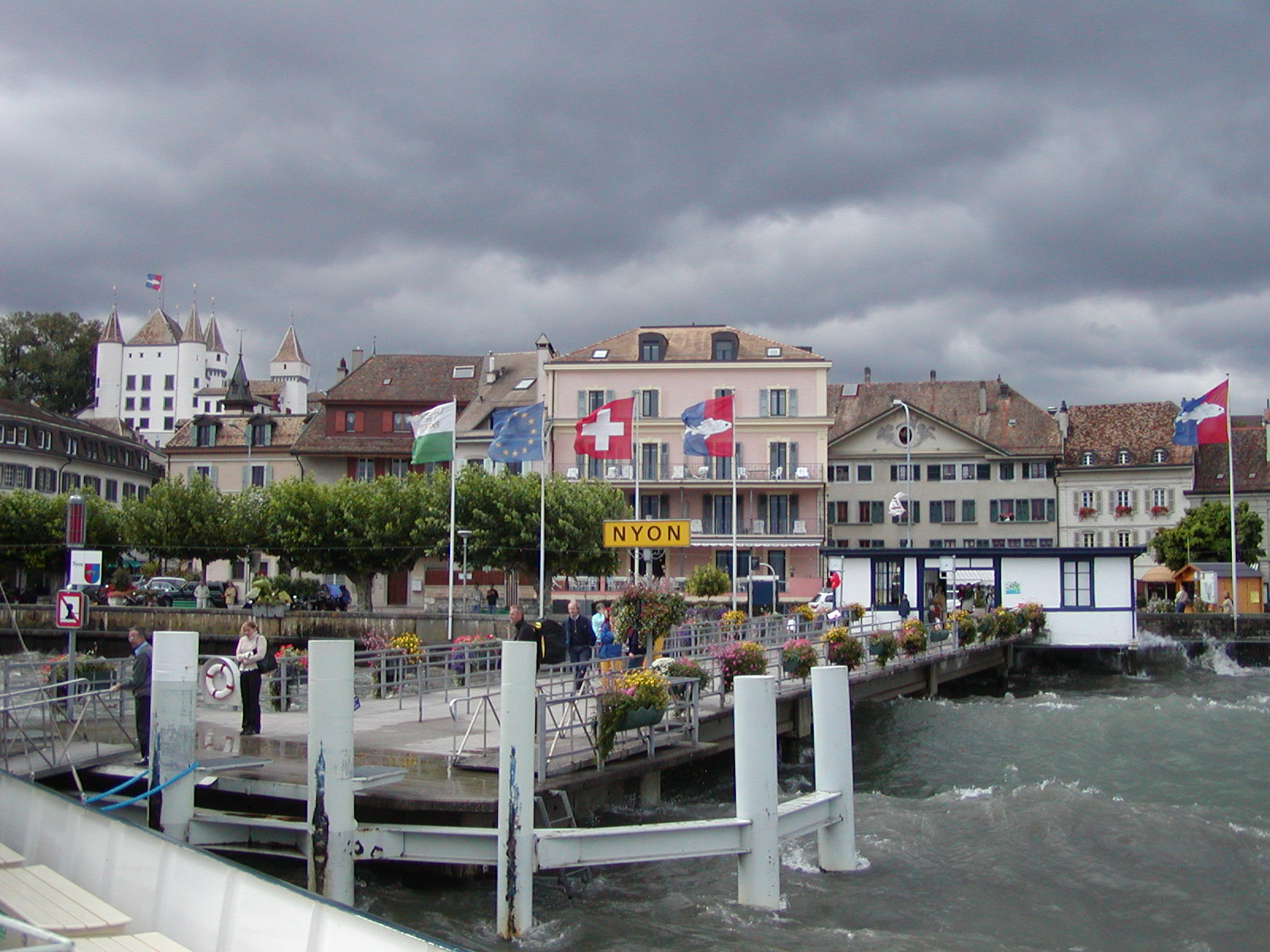
Un molo sul lungolago

Nyon è servita dall'omonima stazione sulla ferrovia Losanna-Ginevra, capolinea della ferrovia Nyon-Saint-Cergue, dall'autostrada A1 (uscita 11 Nyon) e dai battelli della Compagnie Générale de Navigation sur le lac Léman. Servizi di autobus garantiscono, oltre alla mobilità urbana, anche i collegamenti con la vicina Francia.

## Amministrazione
Ogni famiglia originaria del luogo fa parte del cosiddetto comune patriziale e ha la responsabilità della manutenzione di ogni bene ricadente all'interno dei confini del comune.

## Sport

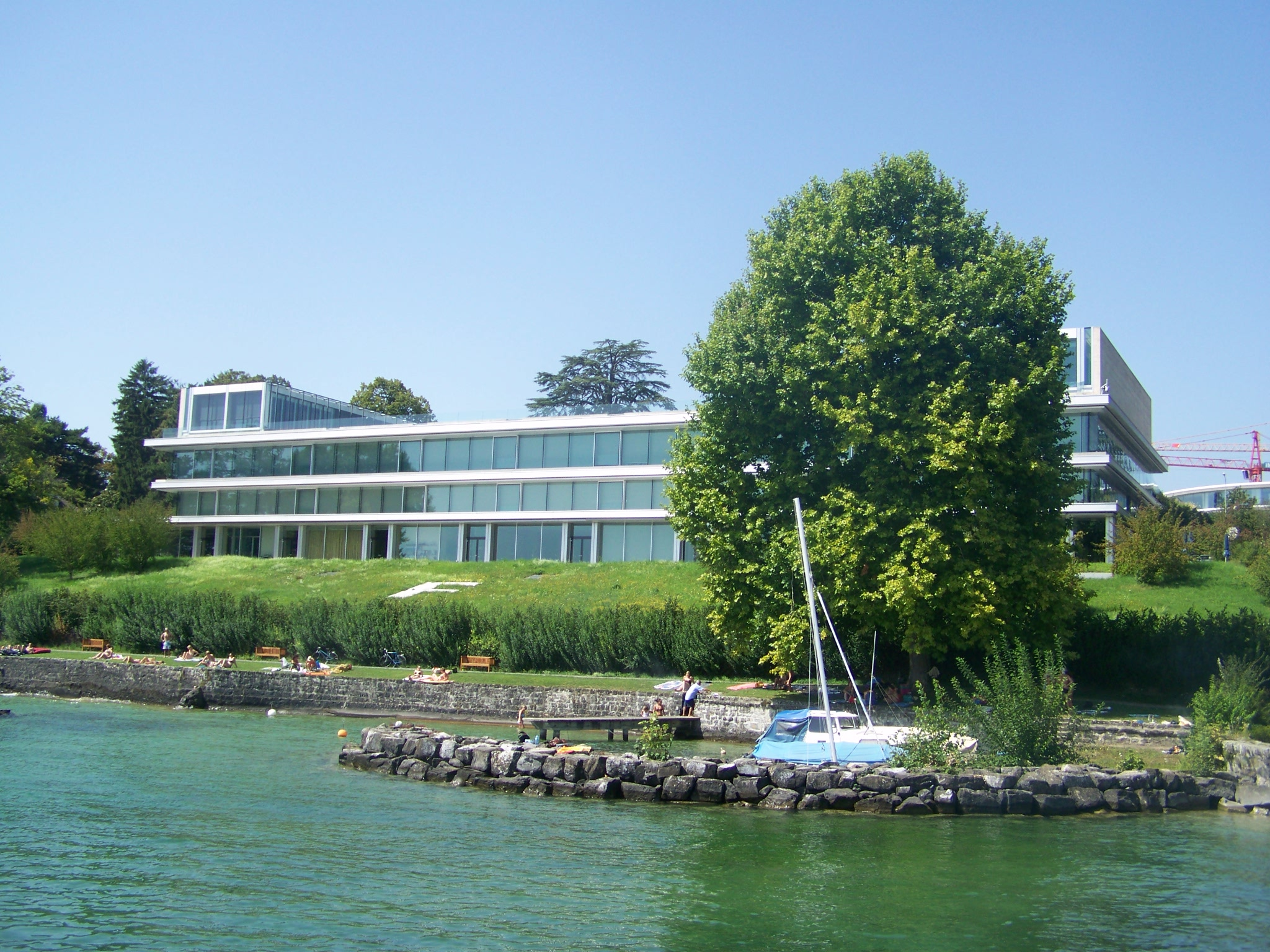
La sede dell'Union of European Football Associations

A Nyon hanno sede l'Union of European Football Associations e altre istituzioni calcistiche europee.